# Ciklon
Ciklon (Цикло́н in russo, traslitterato anche tsiklòn. Indice GRAU 11F617) è stato il primo sistema di navigazione satellitare dell'Unione Sovietica. Venne sviluppato a partire dai primi anni sessanta, e fu immesso in servizio agli inizi del decennio successivo come soluzione temporanea in attesa del definitivo Parus. Fu ufficialmente ritirato alla fine degli anni settanta.

## Storia

### Sviluppo
L'esigenza per un sistema di navigazione satellitare si manifestò in Unione Sovietica alla fine degli anni cinquanta, quando emerse la necessità di determinare con accuratezza la posizione degli SSBN (e dei relativi missili).
Il primo progetto venne presentato nel 1962 dall'istituto di ricerca NII-695, seguendo le specifiche dettate poco prima dalla Voenno Morskoj Flot SSSR e dalle forze spaziali. Il primo esemplare venne immesso in orbita con un lanciatore Kosmos-3M il 15 maggio 1967, con il nome di Kosmos 158.
Lo sviluppo, tuttavia, fu piuttosto lento, a causa di problemi con il software e della carenza di dati geodetici. In particolare, le prove condotte su navi Progetto 680 della Flotta del Mar Nero dimostrarono che il margine di errore era di 3 000 m.
Dopo le opportune modifiche, l'errore fu ridotto a soli 100 m, ed infine le autorità militari accettarono il sistema in servizio nel 1972, come soluzione provvisoria in attesa del definitivo Parus (chiamato anche Ciklon-B).

### Impiego operativo
La VMF sovietica tenne in servizio il sistema Ciklon fino alla fine del decennio, quando fu definitivamente sostituito dal più performante Parus (del quale venne anche realizzata una versione per la marina mercantile civile, chiamata Cikada). Complessivamente, furono lanciati 31 satelliti, tutti con lanciatori Kosmos-3M da Kapustin Yar o dal cosmodromo di Plesetsk. L'ultimo esemplare fu lanciato il 27 luglio 1978 (missione Kosmos 1027).
I fallimenti furono due: il 27 settembre 1967 per l'esplosione del vettore ed il 25 maggio 1973, quando per ragioni sconosciute il satellite non raggiunse l'orbita.
- Kosmos 158: 15 maggio 1967
- Kosmos 192: 23 novembre 1967
- Kosmos 220: 7 maggio 1968
- Kosmos 292: 13 agosto 1969
- Kosmos 304: 21 ottobre 1969
- Kosmos 332: 11 aprile 1970
- Kosmos 358: 20 agosto 1970
- Kosmos 371: 12 ottobre 1970
- Kosmos 385: 12 dicembre 1970
- Kosmos 442: 22 maggio 1971
- Kosmos 465: 15 dicembre 1971
- Kosmos 475: 25 febbraio 1972
- Kosmos 489: 6 maggio 1972
- Kosmos 514: 16 agosto 1972
- Kosmos 546: 26 gennaio 1973
- Kosmos 574: 20 giugno 1973
- Kosmos 586: 14 settembre 1973
- Kosmos 627: 29 dicembre 1973
- Kosmos 628: 17 gennaio 1974
- Kosmos 663: 27 giugno 1974
- Kosmos 689: 18 ottobre 1974
- Kosmos 729: 22 aprile 1975
- Kosmos 800: 3 febbraio 1976
- Kosmos 823: 2 giugno 1976
- Kosmos 846: 29 luglio 1976
- Kosmos 890: 20 gennaio 1977
- Kosmos 962: 28 ottobre 1977
- Kosmos 994: 15 marzo 1978
- Kosmos 1027: 27 luglio 1978

## Descrizione tecnica
I satelliti del sistema Ciklon erano basati sulla carrozza KAUR-1, di forma cilindrica, con un diametro di 2,035 m ed una lunghezza di 3. L'alimentazione elettrica, della potenza di 0,2 kW, era assicurata da celle solari sistemate sulla superficie esterna del cilindro.
La strumentazione di missione consisteva nel cosiddetto "sistema Tsunami", che era composto da una radio Sirio e tre antenne (una per la stabilizzazione della piattaforma, una omnidirezionale del tipo Konus-4 ed una Kvant-L). Il metodo di navigazione utilizzato era di tipo doppler. Il payload di missione era sistemato in una sezione interna sigillata, intorno alla quale erano montate le batterie chimiche in modo da aumentare la protezione.
Il peso complessivo di questi satelliti era di 800 kg, ed erano posti ad orbite di altitudine variabile tra 800 e 1 000 km.
Della sua struttura fanno parte tre insiemi di strumenti: "Cunami-AM" su satelliti artificiali, "Cunami-BM" (R-790) su navi e "Cunami-VM" presso impianti costieri.
Si è accertato che la maggiore componente nell'errore della definizione è data da imprecisioni dei dati effemeridi trasmessi ai relativi satelliti, che si calcolano e impostano a bordo di essi attraverso il sistema di gestione a terra (NKU). Furono proprio i problemi legati alle effemeridi a determinare in gran parte gli errori di 3 000 m di cui si è precedentemente riferito.